# Día Nacional de la Soberanía y la Infancia
 Día Nacional de la Soberanía y la Infancia (en turco: Ulusal Egemenlik ve Çocuk Bayramı) es un día festivo en Turquía que conmemora la fundación de la Gran Asamblea Nacional de Turquía, el 23 de abril de 1920. Es la única fiesta que Ataturk dedica a todos los niños del mundo. También se observa en el Chipre del Norte .

## Antecedentes
El 23 de abril es el día en que se fundó la Gran Asamblea Nacional de Turquía en 1920. El consejo nacional denunció al gobierno del sultán otomano Mehmed VI y anunció una constitución temporal.
Este día nacional, el 23 de abril, Día del Niño, en Turquía, es un evento único. El fundador de la República Turca, Mustafa Kemal Atatürk, presentó el 23 de abril a todos los niños del mundo para enfatizar que son sucesores del futuro. Durante la Guerra de la Independencia, la Gran Asamblea Nacional se reunió en Ankara y sentó las bases de una república nueva, independiente, secular y moderna a partir de las cenizas del Imperio Otomano . Tras la derrota de las fuerzas de invasión aliadas el 9 de septiembre de 1922 y la firma del Tratado de Lausana el 24 de julio de 1923, Atatürk comenzó su tarea de establecer las instituciones del nuevo estado. Durante los siguientes ocho años, Atatürk y sus seguidores adoptaron reformas radicales para crear una Turquía moderna, separada de su pasado otomano. En movimientos sin precedentes, dedicó el día de la soberanía a los niños y confió en manos de los jóvenes la protección de esta soberanía e independencia.  

## Costumbres
Todos los años, los niños en Turquía celebran la Soberanía Nacional y el Día del Niño como fiesta nacional. Al igual que otros eventos de abril, las celebraciones del Día del Niño a menudo tienen lugar al aire libre. Las escuelas participan en ceremonias de una semana marcadas por actuaciones en todos los campos en grandes estadios vigilados por toda la nación. Entre las actividades de este día, los niños envían a sus representantes para reemplazar a los funcionarios estatales y funcionarios de alto rango en sus oficinas. El presidente, los ministros del gabinete, los gobernadores provinciales y los alcaldes entregan sus cargos a los representantes de los niños. Estos niños, a su vez, firman órdenes ejecutivas relacionadas con políticas educativas y ambientales. En este día, los niños también reemplazan a los parlamentarios en la Gran Asamblea Nacional y celebran una sesión especial para discutir asuntos relacionados con los problemas de los niños. 
Durante las últimas dos décadas, la República Turca ha estado trabajando duro para internacionalizar este importante día. Sus esfuerzos dieron como resultado que un gran número de países enviaran grupos de niños a Turquía para participar en las festividades mencionadas anteriormente. Durante su estancia en Turquía, los niños extranjeros se alojan en hogares turcos y encuentran una oportunidad importante para interactuar con los niños turcos y aprender sobre los países y las culturas de los demás. Los grupos de niños extranjeros también participan en la sesión especial de la Gran Asamblea Nacional.

## Galería

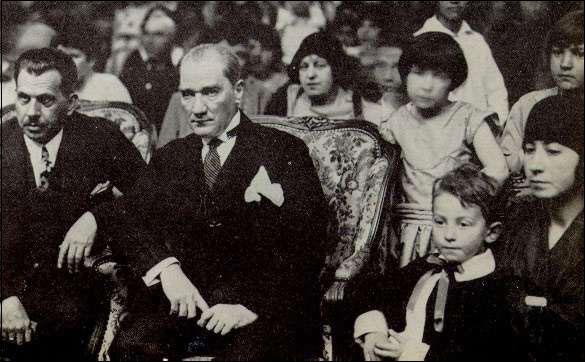
Mustafa Kemal Atatürk (mediados) en Ankara en el "Día de la Soberanía Nacional", hoy en día el "Día Nacional de la Soberanía y la Infancia" (1929)
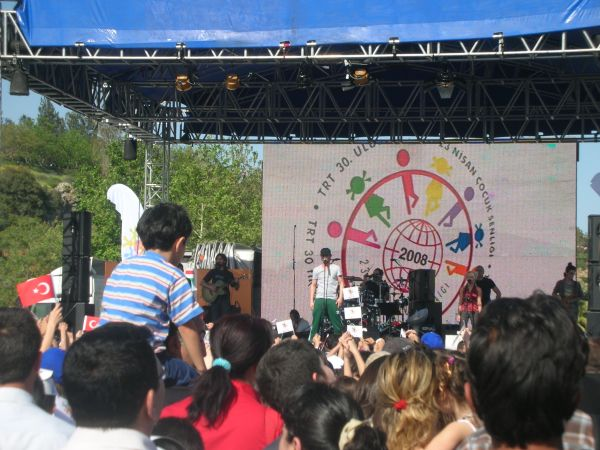
Murat Boz actuando en el escenario como parte del Festival Internacional de Niños TRT 23 de abril (2008)
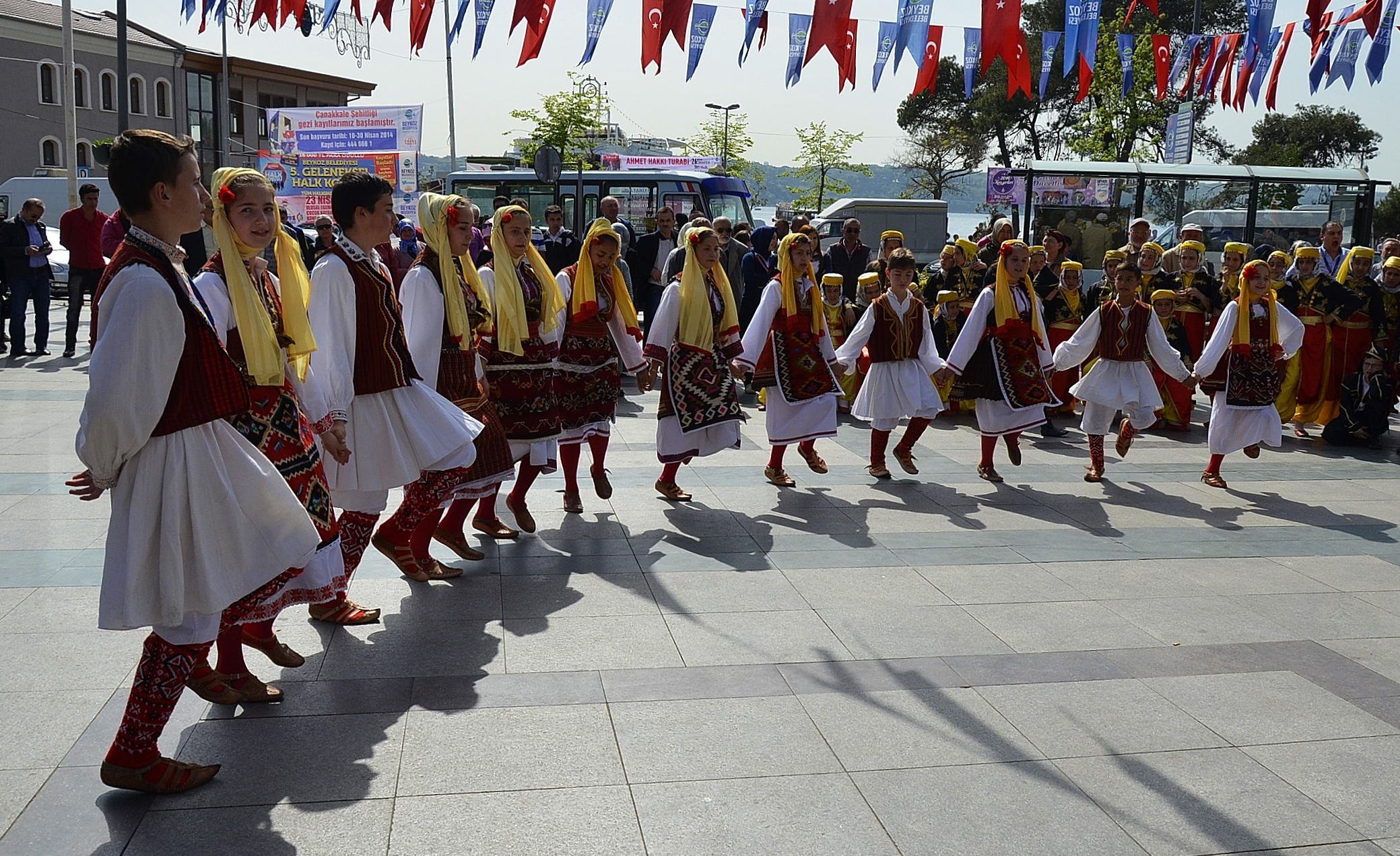
Niños del Macedonia del Norte realizando danzas folclóricas en la calle en Estambul (2014)